# Кравченко Євген Анатолійович
Євге́н Анато́лійович Кра́вченко (нар. 13 вересня 1991 — пом. 31 січня 2015) — молодший сержант Збройних сил України, учасник російсько-української війни.

## Життєпис
2006 року закінчив 9 класів чернігівської ЗОШ № 34, 2009-го — чернігівський професійний будівельний ліцей № 18, зварювальник. Після проходження строкової військової служби в лавах ЗСУ працював у ТОВ «Чернігів ТОРГ». Призваний за мобілізацією 24 квітня 2014-го, командир відділення — командир БМП 1-ї мотопіхотної роти, 13-й окремий мотопіхотний батальйон «Чернігів-1».
З травня-червня 2014-го брав участь в бойових діях на сході України, зокрема, боях за Дебальцеве.
31 січня 2015-го у бою 1302 на блокпосту міста Вуглегірськ зазнав поранення, несумісного з життям. Під час евакуації до Артемівської лікарні помер від значної втрати крові.
Похований на чернігівському кладовищі Яцево, Алея пам'яті воїнів, загиблих в АТО.

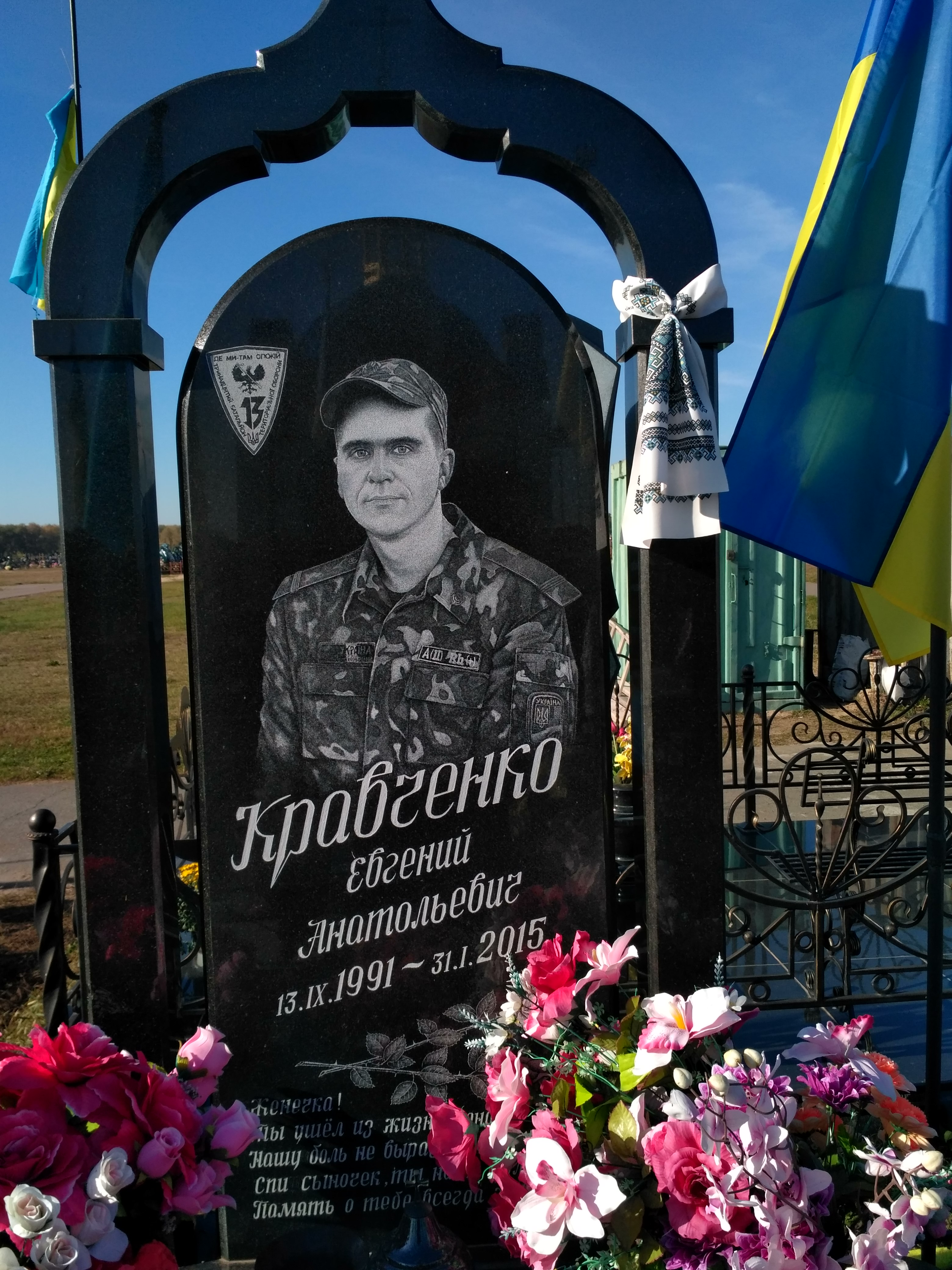
Могила Євгена Кравченка. Кладовище Яцево. Жовтень 2018

Без сина лишились батьки.

## Нагороди та вшанування
- Указом Президента України № 103/2016 від 21 березня 2016 року, «за особисту мужність і високий професіоналізм, виявлені у захисті державного суверенітету та територіальної цілісності України, вірність військовій присязі», нагороджений орденом «За мужність» III ступеня (посмертно)[1].
- Рішенням міської ради міста Чернігова від 26 серпня 2021 року № 10/VIII-5 присвоєно почесне звання «Захисник України — Герой Чернігова» (посмертно)[2].
- 13 жовтня 2015 року в місті Чернігів на фасаді будівлі Чернігівського професійного будівельного ліцею (проспект Миру, 247), відкрито меморіальну дошку випускникам загиблим під час антитерористичної операції на сході України, серед яких ім'я Євгенія Кравченка[3].
- У вересні 2016 року в Чернігові на фасаді будівлі загальноосвітньої школи № 34 (вулиця Текстильників, 27), де навчався Євгеній Кравченко, йому відкрито меморіальну дошку.
- Вшановується в меморіальному комплексі «Зала пам'яті», в щоденному ранковому церемоніалі 31 січня[4][5].